# 里見真三
里見 真三（さとみ しんぞう、1937年 - 2002年9月15日）は、日本の編集者、ルポライター。本名：内藤厚（ないとうあつし）。

## 履歴
東京都世田谷区生まれ。慶應義塾大学卒。文藝春秋に入社し、グルメに関してのエッセイなどの執筆を手がける。後に岐阜女子大学観光文化学科教授を務めた。
2002年9月15日、皮膚癌のため死去。

## 著書
※下記のほか、本名の内藤厚名義で発行者として文春文庫の複数の書籍に記載されている。
- 『長寿日本一 沖縄の食』（季刊『くりま』第9号）文藝春秋 1982年7月1日
- 『ベスト オブ ラーメン』 麺's CLUB（飯窪敏彦共著）文藝春秋 1986年03月 ISBN 978-416-340380-9
- 『ベスト オブ 丼』 どんぶり探偵団（飯窪敏彦共著）文藝春秋 1987年03月 ISBN 978-416-341390-7
- 『沖縄の誘惑―“1000年の文化”を理解するために…』 文春文庫ビジュアル版 1987年09月 ISBN 978-416-810602-6
  - 『長寿日本一 沖縄の食』の文庫版。
- 『ベスト オブ すし』 握り寿司観察学会（丸山洋平共著）文藝春秋 1988年10月 ISBN 978-416-342700-3
- 『ベストオブラーメン IN POCKET』 麺's CLUB（飯窪敏彦共著）文春文庫ビジュアル版 1989年10月 ISBN 978-416-811207-2
- 『ベストオブ丼 IN POCKET』 どんぶり探偵団（飯窪敏彦共著）文春文庫ビジュアル版 1990年03月 ISBN 978-416-811209-6
- 『ベスト オブ 蕎麦』 麺's CLUB（丸山洋平共著）文藝春秋 1990年05月 ISBN 978-416-344260-0
- 『ベストオブすし IN POCKET』 握り寿司観察学会（丸山洋平共著）文春文庫ビジュアル版 1991年01月 ISBN 978-416-811211-9
- 『ベストオブ蕎麦 IN POCKET』 麺's CLUB（丸山洋平共著）文春文庫ビジュアル版 1992年04月 ISBN 978-416-811213-3
- 『すきやばし次郎 旬を握る』（丸山洋平共著）文藝春秋 1997年10月 ISBN 978-416-353430-5
- 『賢者の食欲』 文藝春秋 2000年1月 ISBN 978-416-355920-9
- 『あらきそばの神髄―超極太生粉打ちの秘伝を探る』 文藝春秋 2001年10月 ISBN 978-416-357810-1
- 『いい街すし紀行』 文藝春秋 2002年12月 ISBN 978-416-359270-1
- 『いい街すし紀行』 飯窪敏彦共著 文春文庫 2009年1月9日 ISBN 978-416-775340-5
- 『すきやばし次郎 旬を握る』（丸山洋平共著）文春文庫 2009年9月 ISBN 978-416-765616-4

他雑誌掲載多数。

## 文献
1. ↑  婦人公論 井戸端会議 - ほぼ日刊イトイ新聞 2015年3月16日閲覧
2. ↑  『現代物故者事典2000～2002』（日外アソシエーツ、2003年）p.292

| スタブアイコン | サブスタブ | この項目は、まだ閲覧者の調べものの参照としては役立たない、文人（小説家・詩人・歌人・俳人・作詞家・作家・放送作家・随筆家（コラムニスト）・文芸評論家）に関連した書きかけの項目です。この項目を加筆・訂正などしてくださる協力者を求めています（P:文学/PJ:作家）。 |